# Pariser Hof (facción)

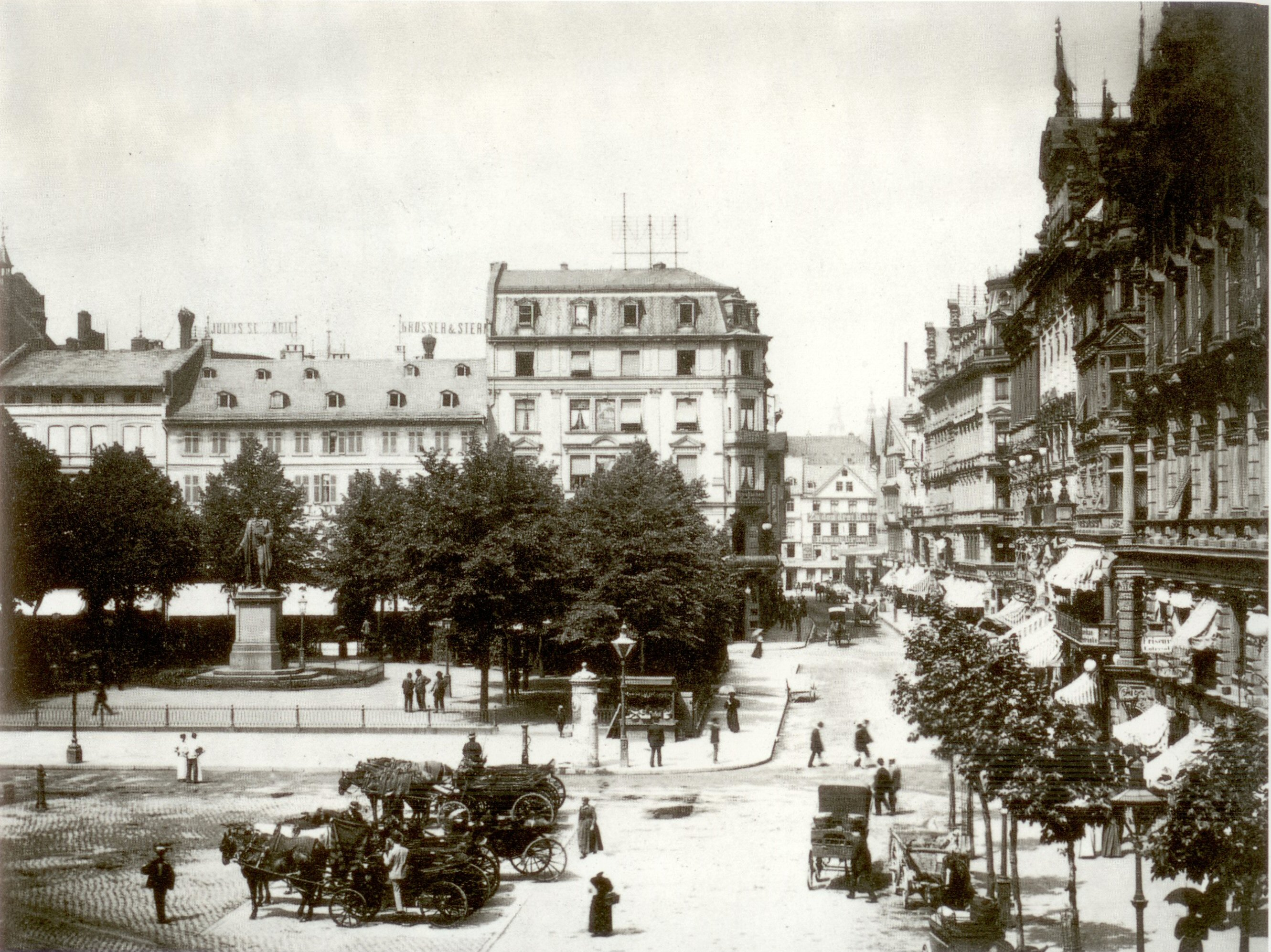
Lugar de reunión de los parlamentarios

Pariser Hof fue el nombre de una facción política que existió desde el 21 de diciembre de 1848 de centro derecha que participó en la Asamblea Nacional de Fráncfort (Paulskirchenparlament). Como ocurre con la mayoría de los grupos parlamentarios de la Asamblea Nacional, el nombre hace referencia al lugar de reunión habitual de los parlamentarios, la posada del mismo nombre en el centro de Fráncfort del Meno.
La facción Pariser Hof era una escisión de tendencia conservadora de la facción liberal Casino, con la que seguía compartiendo la mayoría de las creencias. Sin embargo, a diferencia de Casino, la facción tenía una orientación más federalista, lo que se expresó en particular en el rechazo de una autoridad central fuerte y la demanda de un acuerdo individual sobre la constitución imperial con los estados federales.
Carl Theodor Welcker, August Reichensperger, Johann Gustav Heckscher y Victor Franz von Andrian-Werburg fueron políticos destacados del Vormärz pertenecientes a la facción.